# Robert Blair (badmintonista)
Robert Blair (ur. 7 sierpnia 1981 w Edynburgu) – brytyjski zawodnik badmintona, pochodzący ze Szkocji.
Zawodnik startował w Igrzyskach w Atenach w grze mieszanej – odpadł w 1/8 finału. Jest też zdobywcą 2. miejsca na mistrzostwach świata w Madrycie (2006) w grze podwójnej mężczyzn.